# Městská škola u svatého Mořice

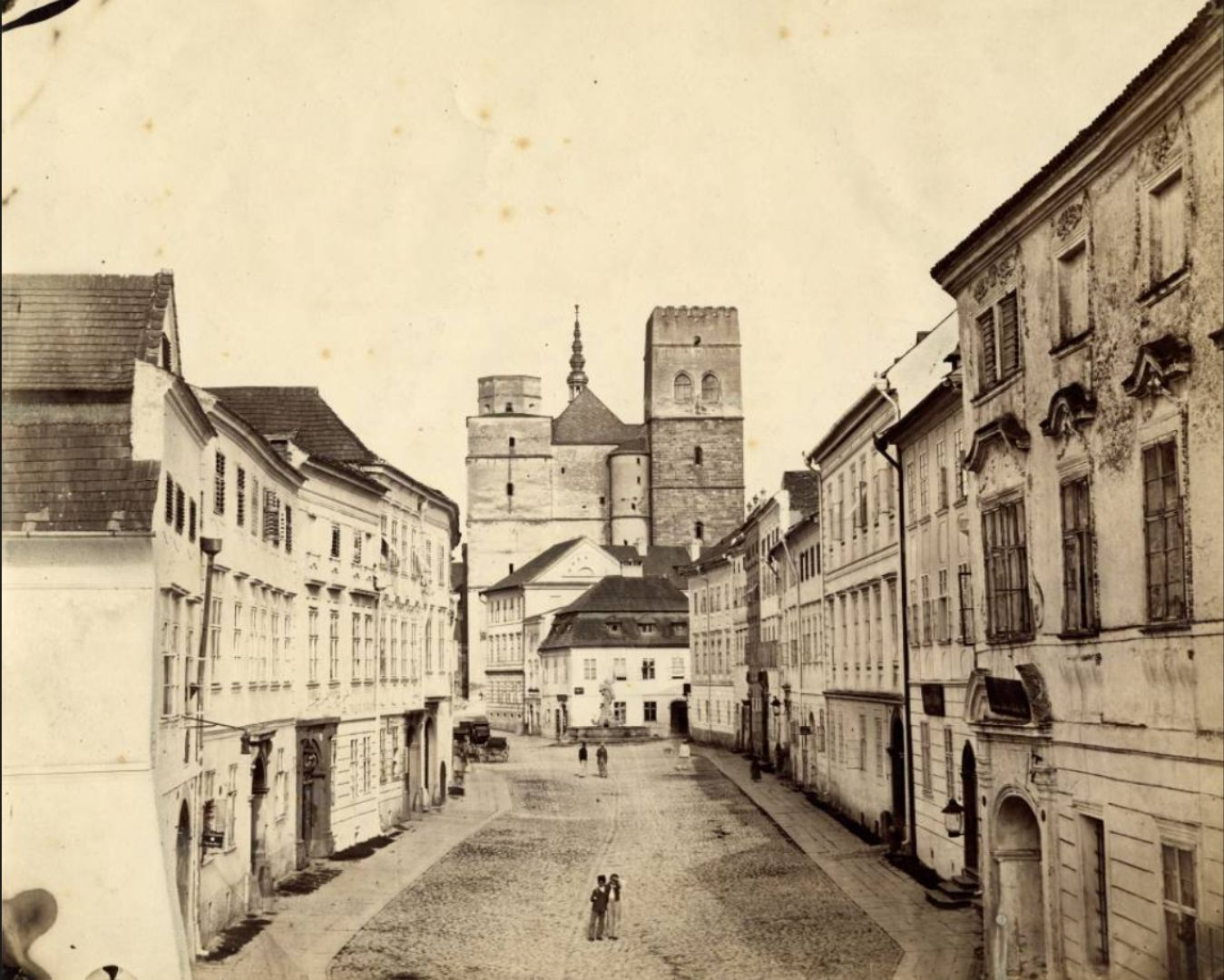
Česká ulice (později ulice 8. května), v pozadí kostel svatého Mořice a nová budova městské školy

Městská škola u svatého Mořice byla nejprve latinská, později německá městská škola v Olomouci. Jedná se o druhou školu ve městě, po první, která vznikla v tzv. Přemyslovském paláci ve 13. století.
Škola u svatého Mořice existovala od 80. let 14. století, kdy byla založena jako farní škola, až do 20. století a po celou dobu své existence byla úzce spjata s městským a církevním vývojem. V průběhu 15. století se utkávala s omezováním a nepřízní kapituly a teprve v roce 1465 byla její existence znovu oficiálně papežsky potvrzena. V roce 1484 byla povýšena na vyšší školu. Období největšího rozkvětu se datuje do období humanismu v 16. století, kdy na škole působily osobnosti spjaté s olomouckým humanismem, jako byl například Martin Horčička-Sinapinus. Od roku 1504 je možné sledovat její osudy díky dochovaným pramenům zevrubněji, prvním doloženým rektorem byl v letech 1504–1511 Marcus Rustinimicus.
Po třicetileté válce škola ztrácela na významu a byla předmětem sporů mezi magistrátem a proboštem. Výuka přestala probíhat v latině. V 19. století byla škola nejprve proměněna na chlapeckou měšťanskou školu, přestavěna a v roce 1910 byla spojena se svatomichalskou dívčí měšťankou a přestěhována, čímž tradice zanikla. Budova školy se nacházela západně od kostela sv. Mořice, na místě pozdější Galerie Moritz.

## Historie

### Počátky
Moravské školství se v období pozdního středověku vyvíjelo podobně jako jiné evropské regiony, byť v některých ohledech se zpožděním. V 15. století se nicméně objevuje tendence městských rad zřizovat vlastní školy jako protiklad škol církevních, zakládaných od 13. století v souvislosti s rozvojem měst. První zprávy o existenci olomoucké školy u svatého Mořice se objevují na konci 14. století. Na počátku 80. let požádal farář od svatého Mořice, Albert Crux (Kříž) de Czernin, papeže Urbana VI. o povolení, aby v domě na hřbitově „choval žáky pro služby boží a vzdělával je sám či jiným učitelem“. Toto povolení obdržel v roce 1386. Z roku 1390 pochází notářský instrument o zřízení školy.
Olomoučtí kanovníci se proti existenci farní školy, ještě nikoliv městské, která konkurovala jejich vlastní katedrální škole u sv. Václava, bouřili a soudili se. Papež Bonifác IX. dal v roce 1390 za pravdu kapitule a rozhodl, že svatomořická škola (ani jiná podobná instituce) ve městě být nemá, měšťané a svatomořický farář nicméně ve snaze o provozování vzdělávací instituce neustávali. Je možné, že škola v tomto období na čas zanikla, jak se domníval Vincenc Prasek, zdá se však, že dochované prameny školu zmiňují a že byla v provozu.
V roce 1457 si kanovníci vymohli u krále Ladislava Pohrobka obnovení zákazu zřizování škol olomouckými kostely. Škola u svatého Mořice byla v roce 1465 znovu povolena pod tlakem měšťanů, kteří nechtěli, aby jejich děti musely docházet do vzdálenější instituce – a sice pouze „pro začátky učení, zpěv a pomoc při službách božích“. Podle tvrzení samotných měšťanů měla farnost v této době již dvanáct tisíc komunikantů a cesta do svatováclavské školy byla především v zimě pro chlapce obtížná. Historik Antonín Kalous zhodnotil tento okamžik jako „založení partikulární školy“. Papežské potvrzení je datováno k 28. únoru 1466.
Spory však pokračovaly i nadále. V roce 1469 vyzval papež lavantského biskupa Rudolfa z Rüdesheimu, který měl situaci prošetřit, aby se zasadil o dohodu mezi městem a kapitulou v oblasti školství. V roce 1473 školu znovu potvrdil král Matyáš Korvín a vyzval biskupa a kapitulu, aby se zdrželi útoků na ni. V roce 1484 papežský legát Jan Aragonský povolil Olomouci zřízení vyšší školy, čímž došlo k povýšení svatomořické instituce.
Pozici svatomořické školy v centru olomoucké měšťanské vzdělanosti dokázal také záchranný archeologický výzkum, jenž byl nicméně zásahem státních orgánů předčasně ukončen – v zahloubené odpadní jámě školy byly v roce 1973 nalezeny kalamáře, tabulky s rydly, datované k počátku 16. století, či útržek Donatovy učebnice latinské gramatiky, datovaný již k roku 1400. O každodenním životě učitelů a žáků podaly svědectví také nalezené nádobí, lžíce, hrnky, tyglíky a hrací kuličky, jakož i pozůstatky jídla – do jídelníčku patřilo proso, mák, konopí, okurky, třesně, višně, slívy, jablka, hrušky, jahody, ostružiny, maliny, trnky, kopr, šípky, hovězí maso (téměř polovina nalezených kostí patřila skotu), dále maso ovčí a kozí, s odstupem pak slepice, prasata, husy a zajíci. Vyšší sociální status některých žáků byl potvrzen nálezy stolního skla importovaného ze západní Evropy, přičemž konzumováno bylo běžně víno a pivo.

### Rozkvět v 16. století
Historička Jiřina Holinková odhadla, že počet žáků školy dosahoval na konci 15. století až dvou set a je pravděpodobné, že kromě olomouckých měšťanů do ní posílali své děti také obyvatelé dalších blízkých měst. Jednalo se o období výrazných sporů mezi olomouckým biskupem a městskou radou o patronátní právo nad školou. V této době existovaly na Moravě i další školy městského typu, městská škola u sv. Mořice však usilovala o zemské prvenství a od roku 1484 nebyla již školou pouze trojtřídní, nýbrž zřejmě čtyřtřídní, nebo dokonce pětitřídní. Vedle této školy stále existovala v Olomouci také méně prestižní katedrální škola u sv. Václava. V soupeření obou škol se zrcadlily spory mezi městem a kapitulou, pro město na konci 15. století nakonec vítězné.
Prvním doloženým rektorem byl mezi lety 1504 a 1511 Marcus Rustinimicus (Bauernfeind). Rustinimicus do Olomouce přišel na pozvání Martina Horčičky-Sinapina, který byl pravděpodobně školním mistrem dříve. Někteří badatelé Sinapina uvádějí také jako rektora. Rustinimicus byl autorem nové latinské gramatiky, tištěné v Olomouci, a pravděpodobně do školy vnesl zásady humanistického vyučování. Po celé 16. století škola vzkvétala v těsném sepětí s olomouckou humanistickou kulturou a dochoval se téměř úplný seznam školních mistrů, bakalářů, kantorů, auditorů a organistů. Mezi osobnostmi se objevují významní humanističtí spisovatelé, básníci, právníci, lékaři, diplomaté a pedagogové. Učitelé působící na městské škole u sv. Mořice získávali své vzdělání na evropských univerzitách (Vídeň, Frankfurt, Wittenberg, Krakov). Paradoxně se však nerozvíjely styky s pražskou univerzitou, na rozdíl například od blízké městské školy v Prostějově – Praha nezásobovala Olomouc učiteli, nevztahovala na ni své univerzitní právo a nevykonávala dohled nad učivem a zkouškami.
Po méně významných rektorech, kteří působili po Rustinimicovi, byl další vlivnou osobností v čele školy Jakub Kaucze, který přišel z luteránské Jihlavy v době, kdy také v Olomouci začaly sílit reformační snahy. Nastoupil v roce 1539 a na škole vydržel tři roky, během kterých školu povznesl a získal si oblibu žáků; jako luterán se však střetával s převážně katolickými měšťany. Městská rada držela nad školou ochrannou ruku, zejména proti německým písařům a učitelům. Z roku 1549 je doložen zápis v protokolu ze zasedání rady, v němž se zakazuje působení více než dvou soukromých učitelů (škol), kteří by učili děti, v dalších letech se pak objevují i další podobná omezení a zákazy. Kolem roku 1560 působili na škole několik let dva význační učitelé. Jedním z nich byl rektor Abraham Schremmel ze Štrasburku, jenž uplatňoval moderní pedagogické zásady Johanna Sturma, na jehož gymnáziu studoval; druhým pak humanista a spisovatel Jan Jakub, jenž studoval ve Wittenberku a byl blízkým přítelem Philippa Melanchthona.
Ve druhé polovině 16. století se střety mezi protestanty a katolíky přiostřily. Navzdory názorům starších historiků (Nešpor, Prasek, Wotke, Zela), kteří čerpali z katolických pramenů, však podle novějšího bádání pravděpodobně ještě nešlo o úpadek školy. V roce 1566 přivedl biskup Vilém Prusinovský z Víckova do Olomouce jezuitský řád, který začal záhy provozovat vlastní univerzitní přípravu a od roku 1572 akademii udělující univerzitní hodnosti. Městská rada, v níž měli důležité slovo tajní či otevření luteráni, nicméně do mořické školy dál přijímala převážně nekatolické kantory a rektory dle vlastního uvážení. V 80. letech dokonce škola znovu navázala spojení s protestantským Frankfurtem. Kontakt s jezuitským školstvím vedl alespoň k tomu, že škola začala provozovat divadelní představení. Soupeření obou institucí v kulturní oblasti přinášelo kulturní plody: v reakci na latinské pašijové hry školy u svatého Mořice uspořádali jezuité v roce 1572 vlastní latinské divadelní představení nazvané Philopaedia (Láska k dětem).
V roce 1574 byl školním mistrem básník, lékař a autor lékařských pojednání Johann Sporisch ze slezského Otmachova. V roce 1581–1583 působil jako rektor básník Matiáš Kristian z Nové Hory. V letech 1585–1591 pracoval na škole jako mistr olomoucký prokurátor Matheus Redinger. V letech 1591–1595 byl školním mistrem Andreas Obeslavius (později von Lewenfeld). Škola byla v letech 1594–1598 také působištěm básníka Václava Kriegera z německé Chotěbuzi a v roce 1599 českého básníka a překladatele Wolfganga Gracelia. Ke sklonku 16. století se význam školy zmenšil. Posledním humanistickým rektorem byl Simon Hehler ze slezského Břehu. Působil převážně ve Slezsku a olomouckou městskou školu vedl v letech 1619–1620.

### Po třicetileté válce
Po třicetileté válce význam školy dál klesal, zejména proto, že nedokázala dále konkurovat jezuitským školstvím. Zmenšila se, byť v čele stále stál rektor, kterému podléhali učitelé vykonávající současně úlohu chrámových zpěváků (basista, tenorista, altista a diskantista). Z vyšší školy se tak stalo „nižší učiliště“, škola „malá“ či „dětenčí“ (dětská). Výuka začala probíhat v němčině namísto latiny. Podle starších zdrojů k tomuto úpadku došlo již na přelomu 16. a 17. století. První doloženým rektorem po třicetileté válce byl Tomář Bernard Sokol, jenž stál v čele instituce přes čtyřicet let – do roku 1659 či 1661 do roku 1702. Školu vydržoval a kontroloval magistrát, který zajišťoval personální obsazení a jeho ubytování a investoval do oprav budovy, zejména po odchodu švédských vojsk na konci války a po požáru v roce 1709. Na školu si však činily nárok také církevní instituce a spory pak vygradovaly zejména v souvislosti s velkým zadlužením města a otázkami financování školy. V roce 1726 došlo k prověrce nadací a fundací a byly odhaleny zásadní nesrovnalosti. Od roku 1727 školu financovaly úroky z fundace Ondřeje Rauschnera a peníze, které poskytoval magistrát jako splátku dluhu za předchozí nedostatečné financování. K rektorům patřili v 18. století Karel Jancko, Tomáš Finger, Jakub Seeman či Josef Keller. O uvolněná místa se vždy vedly dlouhé spory mezi magistrátem a proboštem.
Roku 1774 byly zavedeny nové směrnice pro základní školství, které k triviálním farským školám v hlavních zemských městech připojovaly hlavní školy. Hlavní škola, konkurující staré městské škole, byla v tomto roce zřízena také v Olomouci, od roku 1800 byla umístěna na místě kostela Svatých schodů. V roce 1842 došlo k vystavění nové budovy svatomořické školy, pro niž na náměstí uvolnily místo Cyrilometodějské kasárny (vybudované v roce 1808 z kaple svatého Cyrila a Metoděje) a vedlejší obytné budovy. Náklady činily 15 832 zlatých.
V roce 1869 byly trojtřídní obecné školy u svatého Mořice a u svatého Michala povýšeny na pětitřídní, o rok později byla výuka doplněna třemi třídami navazující měšťanské školy. Výuka u svatého Mořice byla nově vyhrazena pouze chlapcům, zatímco u svatého Michala dívkám. V souvislosti s dalšími reformami školství byla v roce 1910 svatomořická škola sloučena se školou u svatého Michala, čímž byla středověká tradice ukončena. V přízemí původní školní budovy se usadilo zařízení první pomoci při fakultní nemocnici, a to až do roku 1973, kdy byla budova zdemolována, aby uvolnila místo nově budovanému obchodnímu domu Prior, později přestavěnému na Galerii Moritz.